# R. S. Mangalam
R. S. Mangalam (abbreviazione di Rajasingamangalam) è una suddivisione dell'India, classificata come town panchayat, di 11.044 abitanti, situata nel distretto di Ramanathapuram, nello stato federato del Tamil Nadu. In base al numero di abitanti la città rientra nella classe IV (da 10.000 a 19.999 persone).

## Geografia fisica
La città è situata a 9° 40' 0 N e 78° 50' 60 E e ha un'altitudine di 10 m s.l.m..

## Società

### Evoluzione demografica
Al censimento del 2001 la popolazione di R. S. Mangalam assommava a 11.044 persone, delle quali 5.400 maschi e 5.644 femmine. I bambini di età inferiore o uguale ai sei anni assommavano a 1.327, dei quali 694 maschi e 633 femmine. Infine, coloro che erano in grado di saper almeno leggere e scrivere erano 7.436, dei quali 3.938 maschi e 3.498 femmine.